# 兵庫県道80号宍粟香寺線
兵庫県道80号宍粟香寺線（ひょうごけんどう80ごう しそうこうでらせん）は、兵庫県宍粟市から姫路市香寺町を結ぶ県道（主要地方道）である。

## 概要

### 路線データ

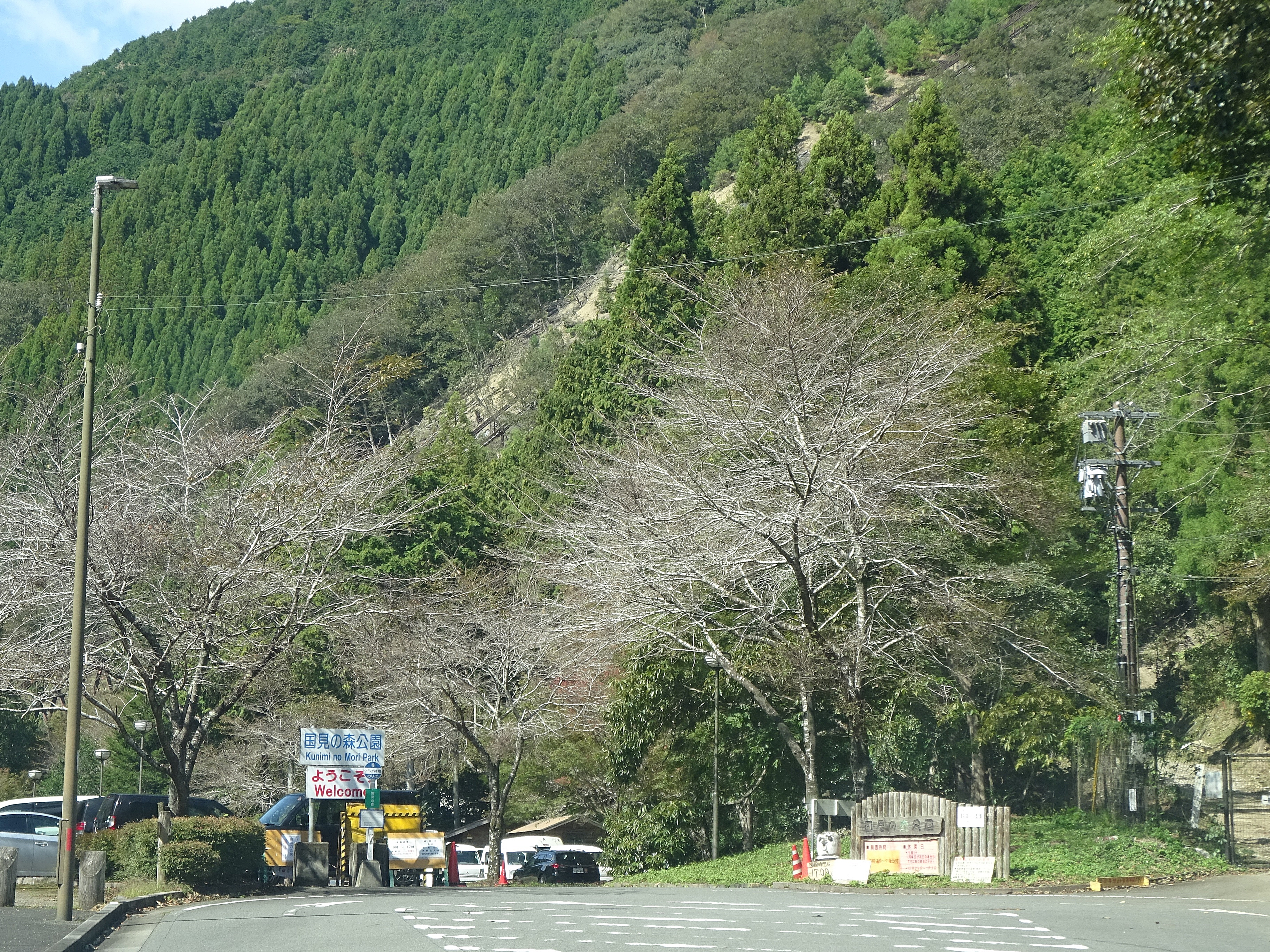
起点
県立国見の森公園前

- 起点：宍粟市山崎町上比地（兵庫県立国見の森公園前）
- 終点：姫路市香寺町広瀬（国道312号・広瀬交差点）
- 総延長：30.113 km

## 歴史
- 1993年（平成5年）5月11日 - 建設省から、県道山崎香寺線が山崎香寺線として主要地方道に指定される[1]。

## 路線状況

### 重複区間
- 国道29号（姫路市安富町狭戸）
- 兵庫県道411号山之内莇野姫路線（姫路市夢前町護持・護塚橋北詰交差点 - 姫路市夢前町菅生澗間）
- 兵庫県道67号姫路神河線（姫路市夢前町宮置）

## 地理

### 通過する自治体
- 宍粟市
- 姫路市

### 交差する道路

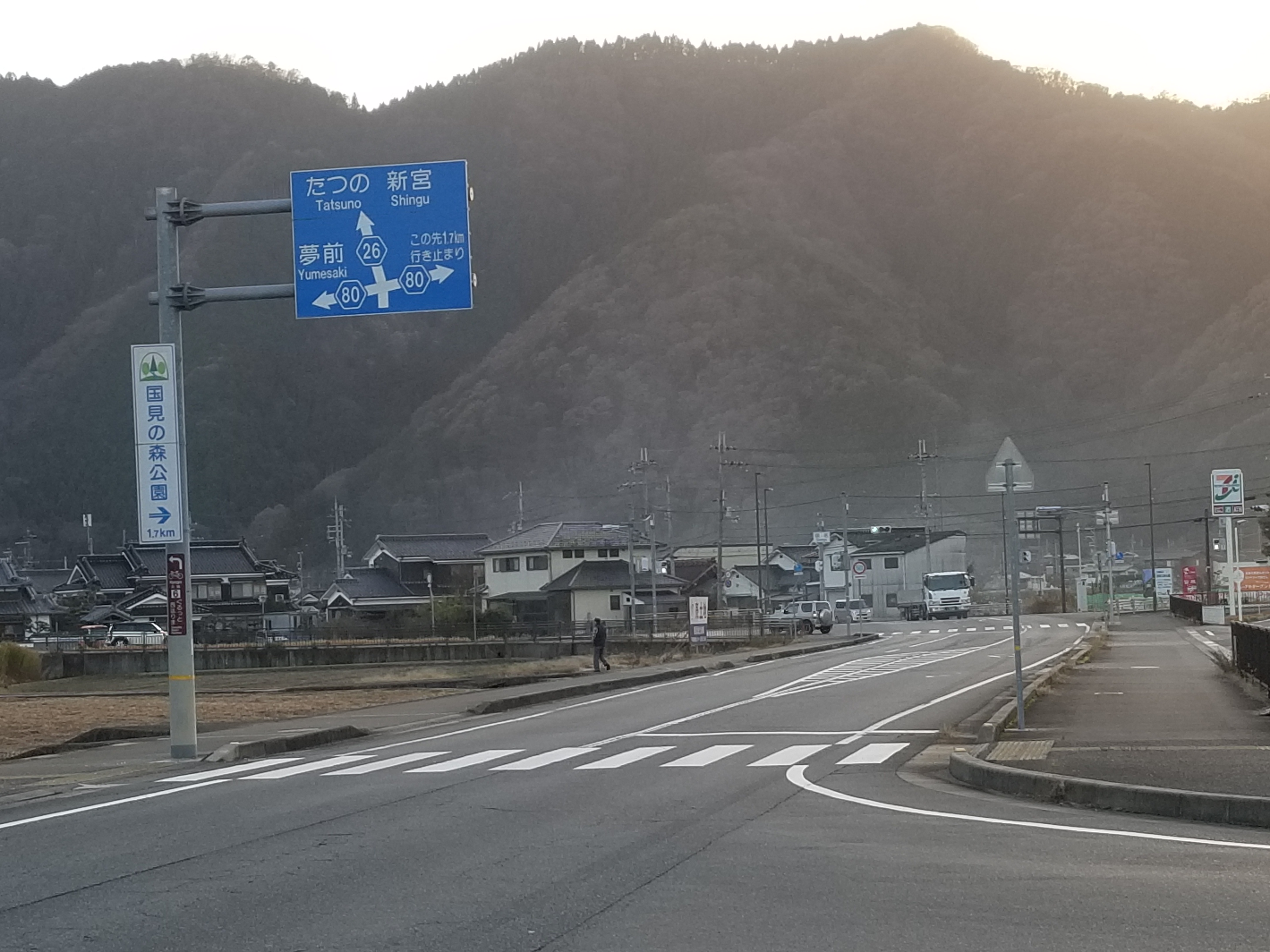
御名交差点

| 交差する道路                               | 市町村名 | 交差する場所     | 交差する場所         |
| ------------------------------------------ | -------- | ---------------- | -------------------- |
| 兵庫県道26号宍粟新宮線                     | 宍粟市   | 山崎町御名（）   | 御名交差点           |
| 兵庫県道432号宇原新宮線                    | 宍粟市   | 山崎町宇原（）   |                      |
| 国道29号 重複区間起点                      | 姫路市   | 安富町狭戸（）   |                      |
| 国道29号 重複区間終点                      | 姫路市   | 安富町狭戸       |                      |
| 兵庫県道413号護持下伊勢線                  | 姫路市   | 夢前町護持（）   |                      |
| 兵庫県道411号山之内莇野姫路線 重複区間起点 | 姫路市   | 夢前町護持       | 護塚橋（）北詰交差点 |
| 兵庫県道519号菅生澗林田線                  | 姫路市   | 夢前町菅生澗（） |                      |
| 兵庫県道411号山之内莇野姫路線 重複区間終点 | 姫路市   | 夢前町菅生澗     |                      |
| 兵庫県道67号姫路神河線 重複区間起点        | 姫路市   | 夢前町宮置       |                      |
| 兵庫県道67号姫路神河線 重複区間終点        | 姫路市   | 夢前町宮置       |                      |
| 兵庫県道409号久畑香呂線                    | 姫路市   | 香寺町香呂（）   |                      |
| 国道312号                                  | 姫路市   | 香寺町広瀬       | 広瀬交差点 / 終点    |

### 沿線にある施設など
- 兵庫県立国見の森公園
- 相坂トンネル
- 暮坂峠